# Metoprolol
Metoprolol (łac. Metoprololum) – organiczny związek chemiczny stosowany jako kardioselektywny lek z grupy β1-blokerów. Jest pozbawiony wewnętrznej aktywności sympatykomimetycznej (ISA), ma właściwości stabilizujące błonę komórkową. Zmniejsza zapotrzebowanie serca na tlen, spowalnia akcję serca oraz obniża skurczowe i rozkurczowe ciśnienie tętnicze.  Jest związkiem chiralnym, produkt farmaceutyczny jest mieszaniną racemiczną obu enancjomerów.

## Wskazania
- nadciśnienie tętnicze (monoterapia i leczenie skojarzone)
- choroba niedokrwienna serca
- zastoinowa niewydolność serca
- zaburzenia rytmu serca[3]

## Przeciwwskazania
- hipotonia, wstrząs kardiogenny
- zaawansowany blok przedsionkowo-komorowy
- astma oskrzelowa
- zespół Raynauda
- zaburzenia czynności wątroby
- miażdżyca tętnic obwodowych
- cukrzyca

## Działania niepożądane
Metoprolol jest zwykle dobrze tolerowany. Do obserwowanych objawów niepożądanych zalicza się:
- zaburzenia rytmu serca
- zaostrzenie utajonej cukrzycy
- zaburzenia widzenia
- impotencja, przejściowy spadek libido
- zmiany skórne, wypadanie włosów
- zaburzenia pamięci
- zaburzenia słuchu
- łuszczyca - zaostrzenie

## Preparaty handlowe
Przykładowe preparaty handlowe: Betaloc, Metocard, Metoprolol VP, Beto ZK.